# サミュエル・ゴールドウィン
サミュエル・ゴールドウィン（Samuel Goldwyn、本名: シュムエル・ゲルブフィッシュ、Schmuel Gelbfisz、1879年8月17日 - 1974年1月31日）は、アメリカ合衆国の映画プロデューサー。

## プロフィール
ポーランド・ワルシャワでポーランド系ユダヤ人の貧しい家庭に生まれる。親戚を頼ってイギリスに渡り、そこで名前を「Samuel Goldfish」に変える。1898年にアメリカに移住し、セールスの仕事に就き成功を収める。
1917年からプロデューサーとして活躍した。「メトロ・ゴールドウィン・メイヤー（MGM）」の前身、「ゴールドウィン・ピクチャーズ」の創始者となり、姓を正式に「ゴールドウィン」に改めるが、MGM発足前に同社を追われており、MGMとは直接の関係はない。その後、「サミュエル・ゴールドウィン・プロダクションズ」を設立し、第二次世界大戦前後の映画の黄金期において多くの映画の製作指揮を手がけた。1974年にカリフォルニア州ロサンゼルスで没した。

## 受賞歴

### アカデミー賞
受賞
1947年 アービング・G・タルバーグ賞
1958年 ジーン・ハーショルト友愛賞
ノミネート
1939年 アービング・G・タルバーグ賞

### ゴールデングローブ賞
受賞
1973年 セシル・B・デミル賞

## プライベート
結婚歴は2回。2番目の夫人とは彼の死まで連れ添った。

## 手がけた作品
- アルセーヌ・ルパン Arsene Lupin（1932）
- 仮面の男 The Masquerader（1933）
- 女優ナナ Nana（1934）
- この三人 These Three（1936）
- 孔雀夫人 Dodsworth（1936）
- 大自然の凱歌 Come and Get It（1936）
- 市街戦 Beloved Enemy（1936）
- ステラ・ダラス Stella Dallas（1937）
- デッドエンド Dead End（1937）
- ハリケーン The Hurricane（1937）
- マルコ・ポーロの冒険 The Adventures of Marco Polo（1938）
- 嵐が丘 Wuthering Heights（1939）
- 西部の男 The Westerner（1940）
- 偽りの花園 The Little Foxes（1941）
- 教授と美女 Ball of Fire（1941）
- 打撃王 The Pride of the Yankees（1942）
- 我等の生涯の最良の年 The Best Years of Our Lives（1946）
- 虹を掴む男 The Secret Life of Walter Mitty（1947）
- 愚かなり我が心 Foolish Heart（1949）
- 野郎どもと女たち Guys and Dolls（1955）
- ポギーとベス Porgy and Bess（1959）

## 作品の版権
ユナイテッド・アーティスツやRKOと提携して製作した作品の大部分は版権を引き取った後、息子が設立したサミュエル・ゴールドウィン・カンパニーに版権を移した。現在、大部分の作品の版権をアメリカの地域ではワーナー・ブラザースが、アメリカ以外の地域ではパラマウント・ピクチャーズ（ミラマックス）がそれぞれ保有する（ただし、『ハリケーン』（1937年）のみの版権をMGM傘下のユナイテッド・アーティスツが保有する。）。

## 家族
息子にプロデューサーのサミュエル・ゴールドウィン・Jr。その息子（サミュエルからは孫）にプロデューサーのジョン・ゴールドウィン、俳優・映画監督のトニー・ゴールドウィン。

## 伝記
- A.スコット・バーグ『虹を掴んだ男 サミュエル・ゴールドウィン』吉田利子訳　文芸春秋　1990
- マック・セネット『<喜劇映画>を発明した男 帝王マック・セネット、自らを語る』石野たき子訳、新野敏也監訳　作品社　2014

## 関連文献
- Berg, A. Scott (2005年7月17日). “Goldwyn: The Man and His Movies - About Sam Goldwyn”. American Masters.   PBS. 2016年2月19日閲覧。